# Maksim Wołkow
Maksim Aleksandrowicz Wołkow (ros. Максим Александрович Волков, ur. 1895 we wsi Suszkowo w guberni kałuskiej, zm. 1954 w Moskwie) – radziecki polityk i działacz partyjny.

## Życiorys
1915-1918 żołnierz rosyjskiej armii, od 1918 członek RKP(b) i wojskowy komisarz gminy borowieńskiej w guberni kałuskiej, później przewodniczący komitetu wykonawczego rady gminnej, a 1920-1921 komitetu wykonawczego rady powiatowej. W 1921 kierownik Kałuskiej Gubernialnej Inspekcji Robotniczo-Chłopskiej, 1921-1923 zastępca sekretarza odpowiedzialnego kałuskiego gubernialnego komitetu RKP(b), 1923-1924 sekretarz odpowiedzialny Komitetu Powiatowego RKP(b) w Jarcewie, 1924-1925 zastępca sekretarza odpowiedzialnego smoleńskiego gubernialnego komitetu RKP(b). Od 1925 do lutego 1926 sekretarz odpowiedzialny Syrdarskiego Komitetu Gubernialnego WKP(b), od lutego 1926 do maja 1928 sekretarz odpowiedzialny uralskiego gubernialnego komitetu WKP(b), od maja do września 1928 sekretarz odpowiedzialny uralskiego okręgowego komitetu WKP(b), od 20 kwietnia do sierpnia 1930 sekretarz odpowiedzialny wołogodzkiego okręgowego komitetu WKP(b). 1930-1931 kierownik Sektora kadr Partyjnych Wydziału Organizacyjno-Instruktorskiego KC WKP(b), 1931-1937 przewodniczący KC Związku Robotników Inżynierii Rolniczej ZSRR, od lipca 1937 do stycznia 1940 p.o. przewodniczącego Komitetu Wykonawczego Saratowskiej Rady Obwodowej, potem kierownik Wydziału Kadr Państwowego Sądu Polubownego przy Radzie Komisarzy Ludowych ZSRR, następnie do śmierci główny arbiter państwowy przy Radzie Komisarzy Ludowych ZSRR.